# Liga Premier de Bosnia y Herzegovina 2019-20
La Liga Premier de Bosnia y Herzegovina 2019-20 fue la edición número 20 de la Liga Premier de Bosnia y Herzegovina. La temporada comenzó el 20 de julio de 2019 y terminó el 1 de junio de 2020.
Después de llevar meses suspendidas por la Pandemia por COVID-19, el 1 de junio de 2020 la Federación tomó la decisión de dar por terminada la liga, dejando al Sarajevo como campeón.

## Ascensos y descensos
| Pos. | de Liga Premier de Bosnia y Herzegovina 2018-19 |
| ---- | ----------------------------------------------- |
| 11.º | Krupa                                           |
| 12.º | GOŠK Gabela                                     |

| Pos. | Ascendidos en 2018-19                    |
| ---- | ---------------------------------------- |
| 1.º  | Borac (Liga República Srpska)            |
| 1.º  | Velež Mostar (Liga Federación de Bosnia) |

## Formato
Los doce equipos participantes jugaron entre sí todos contra todos tres veces totalizando 33 partidos cada uno, al término de la fecha 33 el primer clasificado obtuvo un cupo para la primera ronda de la Liga de Campeones 2020-21, mientras que el segundo y tercer clasificado obtuvieron un cupo para la primera ronda de la Liga Europa 2020-21; por otro lado los dos últimos clasificados descendieron a la Prva Liga FBiH 2020-21 o a la Prva Liga RS 2020-21.

## Equipos participantes
| Club                 | Ciudad         | Estadio                      | Capacidad |
| -------------------- | -------------- | ---------------------------- | --------- |
| Borac                | Banja Luka     | Banja Luka City              | 10.030    |
| Čelik Zenica         | Zenica         | Stadion Bilino Polje         | 15.600    |
| Mladost Doboj-Kakanj | Doboj - Kakanj | Stadion Mladost Kakanj       | 3.000     |
| Radnik Bijeljina     | Bijeljina      | Gradski stadion, Bijeljina   | 6.000     |
| Sarajevo             | Sarajevo       | Stadion Asim Ferhatović Hase | 34.500    |
| Široki Brijeg        | Široki Brijeg  | Stadion Pecara               | 10.000    |
| Sloboda Tuzla        | Tuzla          | Stadion Tušanj               | 15.000    |
| Tuzla City           | Tuzla          | Stadion Tušanj               | 15.000    |
| Velež Mostar         | Mostar         | Stadion Rođeni               | 7.000     |
| Željezničar          | Sarajevo       | Stadion Grbavica             | 12.000    |
| Zrinjski Mostar      | Mostar         | Stadion pod Bijelim Brijegom | 25.000    |
| Zvijezda 09          | Ugljevik       | Ugljevik City Stadium        | 5.000     |

## Tabla de posiciones
| Pos. | Equipo           | Pts. | PJ | G  | E | P  | GF | GC | Dif. | Clasificación 2020–21                 |
| ---- | ---------------- | ---- | -- | -- | - | -- | -- | -- | ---- | ------------------------------------- |
| 1    | Sarajevo (C)     | 45   | 22 | 13 | 6 | 3  | 38 | 19 | +19  | Primera ronda de la Liga de Campeones |
| 2    | Željezničar      | 42   | 22 | 12 | 6 | 4  | 43 | 21 | +22  | Primera ronda de la Liga Europa       |
| 3    | Zrinjski Mostar  | 38   | 22 | 11 | 5 | 6  | 30 | 12 | +18  | Primera ronda de la Liga Europa       |
| 4    | Borac            | 36   | 22 | 10 | 6 | 6  | 29 | 23 | +6   | Primera ronda de la Liga Europa       |
| 5    | Tuzla City       | 35   | 22 | 10 | 5 | 7  | 27 | 29 | −2   |                                       |
| 6    | Radnik Bijeljina | 34   | 22 | 10 | 4 | 8  | 34 | 21 | +13  |                                       |
| 7    | Široki Brijeg    | 32   | 22 | 8  | 8 | 6  | 31 | 26 | +5   |                                       |
| 8    | Velež Mostar     | 32   | 22 | 9  | 5 | 8  | 25 | 23 | +2   |                                       |
| 9    | Sloboda Tuzla    | 21   | 22 | 4  | 9 | 9  | 21 | 35 | −14  |                                       |
| 10   | Mladost Doboj    | 18   | 22 | 4  | 6 | 12 | 21 | 35 | −14  |                                       |
| 11   | Čelik Zenica     | 17   | 22 | 5  | 5 | 12 | 17 | 33 | −16  | Descenso a Prva Liga RS               |
| 12   | Zvijezda 09      | 8    | 22 | 1  | 5 | 16 | 12 | 51 | −39  | Prva Liga FBiH                        |

Actualizado a los partidos jugados el 8 de marzo de 2020.
 Fuente: Soccerway
Notas:
1. ↑  Čelik Zenica se le descontaron 3 puntos.

## Resultados

### Fechas 1–22
| Local \ Visitante | BOR | CEL | MLA | RAD | SAR | SIR | SLO | TUZ | VEL | ZEL | ZRI | Z09 |
| ----------------- | --- | --- | --- | --- | --- | --- | --- | --- | --- | --- | --- | --- |
| Borac             | —   | 3–1 | 0–0 | 2–0 | 0–2 | 1–1 | 2–1 | 2–0 | 3–1 | 3–0 | 0–0 | 1–0 |
| Čelik Zenica      | 1–2 | —   | 1–0 | 1–1 | 0–0 | 2–0 | 0–0 | 0–0 | 0–2 | 0–2 | 0–2 | 2–1 |
| Mladost Doboj     | 1–1 | 4–2 | —   | 0–4 | 0–3 | 2–3 | 2–0 | 0–1 | 2–2 | 0–2 | 0–2 | 1–0 |
| Radnik Bijeljina  | 1–2 | 2–1 | 3–0 | —   | 1–1 | 0–0 | 3–2 | 3–0 | 0–1 | 0–0 | 1–0 | 5–1 |
| Sarajevo          | 1–0 | 2–0 | 2–1 | 2–1 | —   | 3–0 | 3–0 | 6–2 | 2–1 | 1–3 | 1–0 | 2–0 |
| Široki Brijeg     | 2–2 | 0–1 | 3–2 | 3–0 | 0–0 | —   | 2–0 | 1–3 | 1–0 | 3–3 | 1–1 | 4–0 |
| Sloboda Tuzla     | 3–1 | 2–1 | 0–0 | 2–1 | 1–1 | 2–2 | —   | 1–1 | 0–0 | 0–4 | 0–3 | 1–0 |
| Tuzla City        | 2–1 | 1–0 | 1–0 | 0–3 | 2–1 | 1–0 | 2–1 | —   | 0–0 | 2–2 | 0–0 | 3–0 |
| Velež Mostar      | 2–1 | 1–2 | 1–3 | 0–1 | 1–2 | 1–0 | 2–2 | 2–1 | —   | 1–1 | 1–0 | 2–0 |
| Željezničar       | 0–0 | 3–0 | 2–1 | 1–0 | 5–2 | 1–2 | 2–2 | 1–0 | 0–2 | —   | 1–0 | 6–0 |
| Zrinjski Mostar   | 4–0 | 3–0 | 1–1 | 1–0 | 0–0 | 1–3 | 2–0 | 4–0 | 1–0 | 2–1 | —   | 3–0 |
| Zvijezda 09       | 0–2 | 2–2 | 1–1 | 1–4 | 1–1 | 0–0 | 1–1 | 1–5 | 1–2 | 0–3 | 2–0 | —   |

| 1. |

## Goleadores
- Actualización 8 de marzo de 2020.
| Pos. | Jugador            | Club        | Goles |
| ---- | ------------------ | ----------- | ----- |
| 1    | Mersudin Ahmetović | Sarajevo    | 13    |
| 2    | Sulejman Krpić     | Željezničar | 12    |
| 2    | Vojo Ubiparip      | Tuzla City  | 12    |
| 2    | Stojan Vranješ     | Borac       | 12    |
| 5    | Brandao            | Velež       | 10    |